# N14 (Niger)
Die N14 oder RN14 ist eine hochrangige Straße vom Typ Nationalstraße (französisch route nationale) in der Region Dosso in Niger.

## Verlauf und Charakteristik

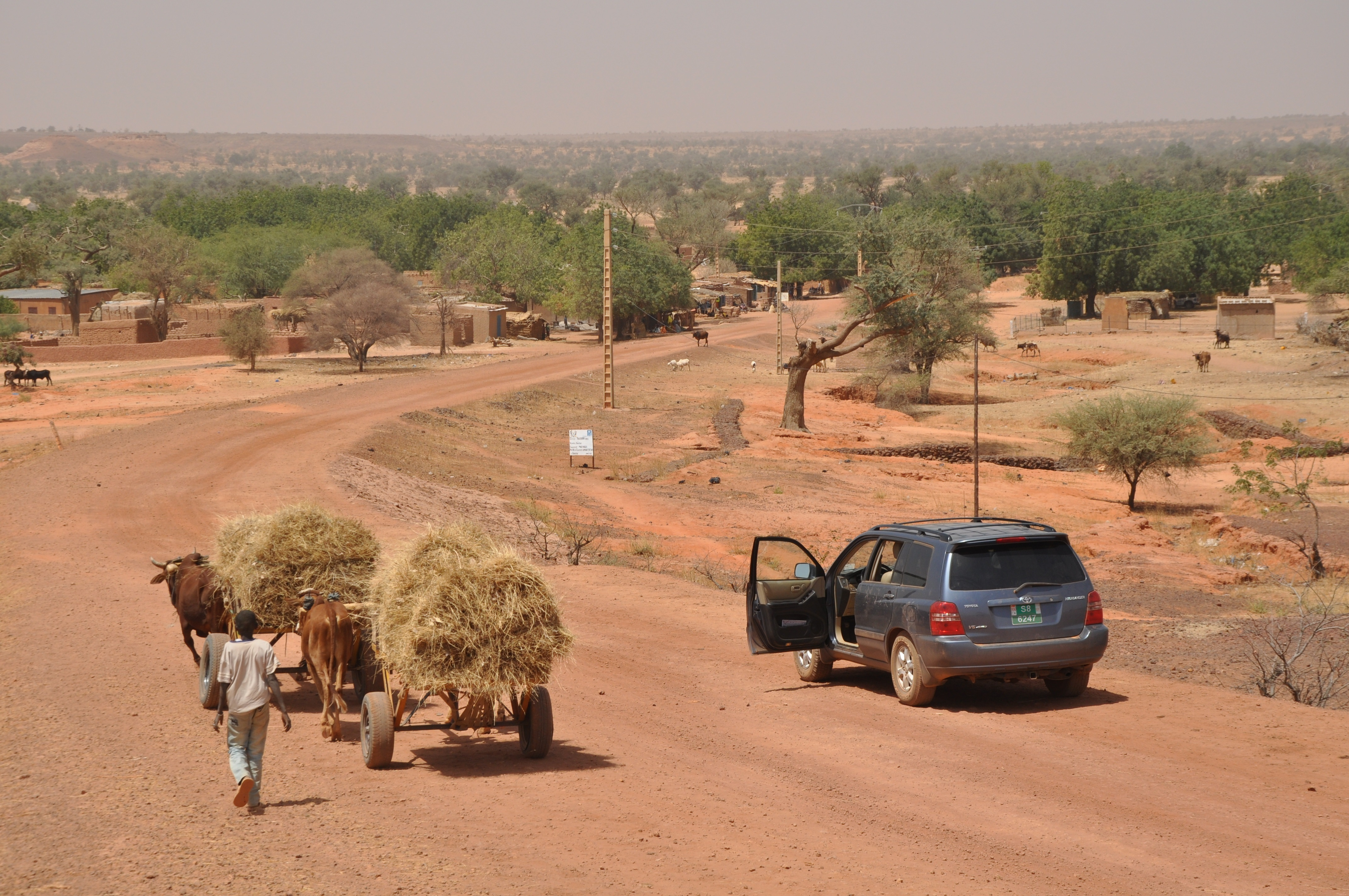
N14 in Sokorbé (2019)

Die N14 ist insgesamt 70,9 Kilometer lang. Sie beginnt in der Regionalhauptstadt Dosso als Abzweigung von der N1. Noch in Dosso zweigt rechts die Route 351 nach Mallam Koira von der N14 ab. Es folgt der Gemeindehauptort Mokko, wo zunächst links die Route 350 nach Kiota und dann rechts die Route 360 nach Tourobon abzweigen. Später zweigt rechts die Route 362 nach Goutoumbou ab. Die N14 verläuft weiter durch das Dorf Moussa Dey Béri und passiert das Dorf Bamey. Sie erreicht den Gemeindehauptort Sokorbé, wo links die Route 334 nach Koygolo abzweigt. Sie mündet schließlich in der Stadt Loga in die N23.
Es handelt sich bei der N14 durchgehend um eine moderne Erdstraße.